# Сигарета

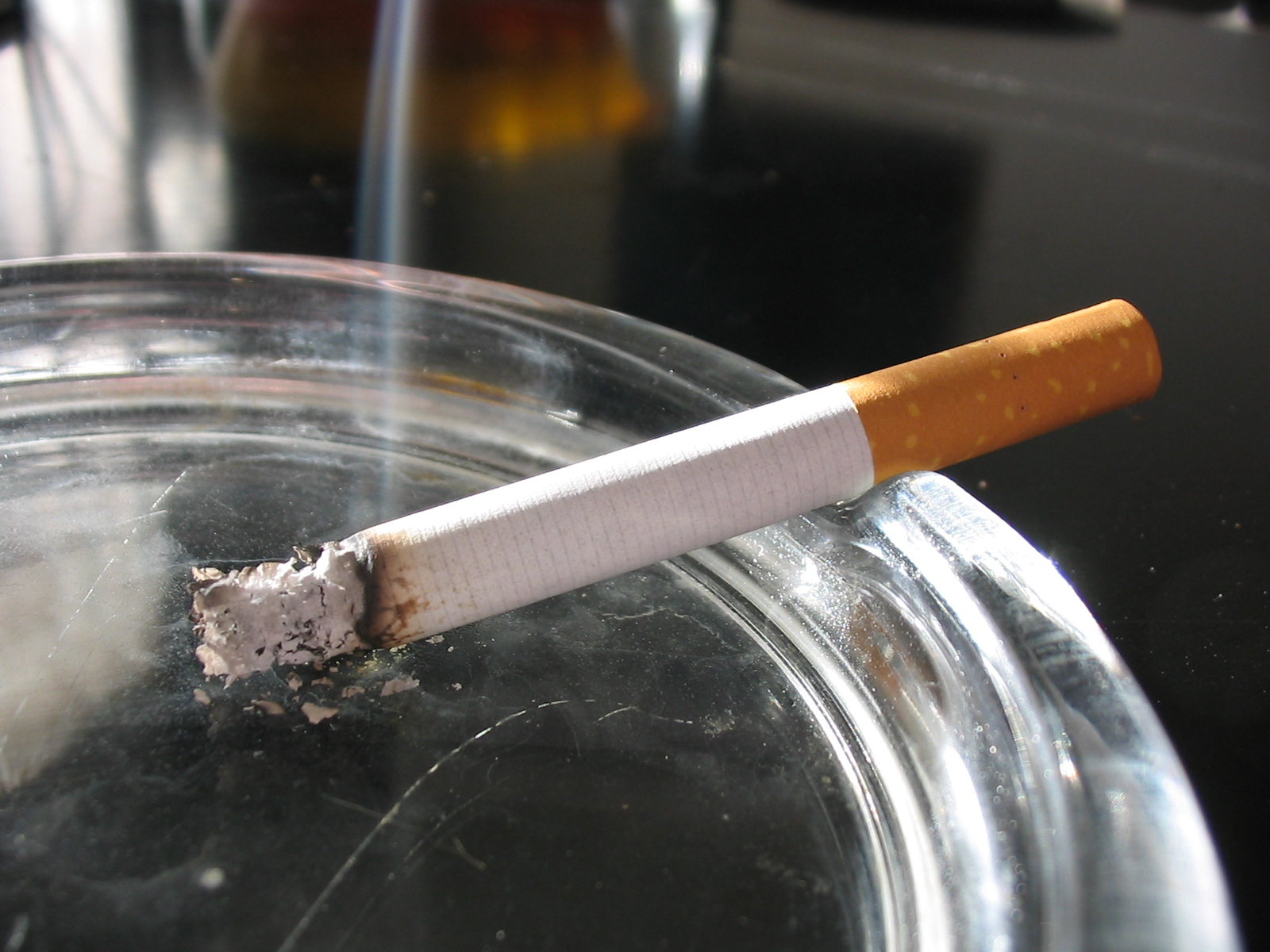
Сигарета тліє в попільничці

Сигаре́та — тютюновий виріб для куріння, що являє собою циліндр із сигаретного паперу, наповнений подрібненим тютюном. Паперова оболонка (сорочка) сигарети відрізняється від цигаркової більшою горючістю, тліє і не гасне навіть без затяжок. Часто сигарета споряджається фільтром, але є марки, де фільтр відсутній.

## Назва
Слово сигарета походить від фр. cigarette, яке за походженням є зменшувальною формою cigare («сигара»). У СУМ-11, укладеному в 1970-х роках, сигарета визначається як «маленька тонка сигара» чи «цигарка (тобто папіроса) без мундштука». У «Словарі української мови» Б. Д. Грінченка слово сигарета відсутнє. У сучасній українській сигарети часто називають «цигарками», хоча словники подають слово цигарка як синонім іншого виду тютюнових виробів — папіросів (лексема «цигарка» наведена в СУМ-11 як перша, «папіроса» — як друга) або як іншу назву самокрутки.
Мовознавиця Орися Демська-Кульчицька вважає, що слово «цигарки» було штучно замінене словом «сигарети» з метою нівеляції лексичного складу української мови, наводячи його в «Реєстрі репресованих слів».

## Історія

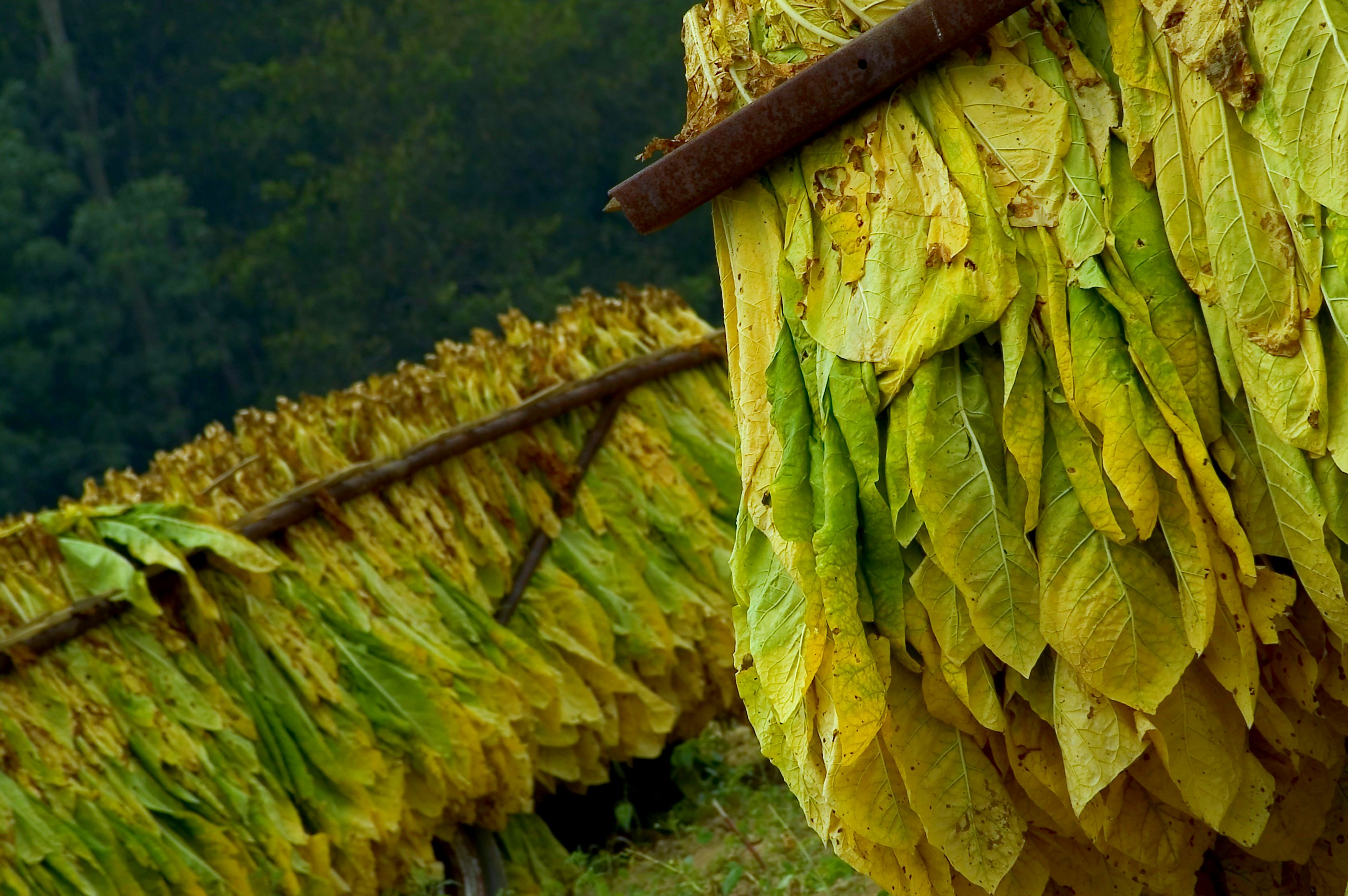
Листя «Білого Берлі»

Сигарети зобов'язані своїм походженням американським індіанцям, що першими стали загортати тютюн у солому, очерет і кукурудзяні листи. Після появи в Європі протягом майже 250 років єдиним засобом паління тютюну були люльки й сигари. При горінні сигарети утворюється понад 4000 хімічних сполук.
У США поширенню сигарет сприяла поява деяких нових сортів «світлого» тютюну, наприклад, «Білого Берлі», і, звичайно ж, винахід першої машини для виготовлення сигарет наприкінці 1880-х. У наступне десятиліття сигарети значно обігнали сигари за обсягом продажу. Солдати, що найчастіше не мали часу викурити сигару або люльку, стали курити сигарети.
Приблизно в цей час була заснована знаменита компанія Phillip Morris, що продає турецькі сигарети ручної скрутки. Сигарети в США робилися в основному з відходів виробництва інших тютюнових виробів, особливо жувального тютюну, популярного в ті дні на американському Заході.
Британська компанія Phillip Morris відкриває представництво в Нью-Йорку, де займається активним маркетингом сигарет, включаючи знамениту нині марку Marlboro.
Reynolds випускає на ринок сигарети марки Camel.
У 20-ті роки минулого століття велику роль у розвитку тютюнової індустрії стало поширення звички до паління сигарет серед жінок.
Щоб протистояти конкурентам, American Tobacco Company, виробник марки Lucky Strike, починає подібним чином рекламувати і свої сигарети, і завойовує 38 % ринку.

## Виробництво
З 2009 року імпорт тютюнових виробів в Україну здійснюється 13 суб'єктами господарювання, виробництво здійснюється 9 фабриками, з яких 5 підприємств з іноземними інвестиціями, які виробляють 99,7 % тютюнової продукції.
Станом на 2011 рік український ринок продуктивних сил номінально нараховує 27 фабрик. При цьому понад 95 % загального обсягу виробництва тютюнової продукції в країні дають 10 фабрик, об'єднаних в організовану західними інвесторами асоціацію «Укртютюн».
За даними асоціації «Укртютюн», в Україні станом на 2011 рік виробляється понад 100 сортів сигарет і ввозиться ще близько 30. У Харкові виробляється Marlboro, L&M, Chesterfield, Bond Street. У Кременчуці почали випускати Camel, Winston, Monte Carlo, Magna і Magna Classic. У Києві й Черкасах — West, Boss, Paramount і Astor, а в Прилуках — Прилуки, Kent, Pall Mall.
Найбільшим виробником сигарет є Китай, який виробляє 1700 мільярдів сигарет на рік. Більшість з них призначені для внутрішнього ринку. Наступними великими виробниками є США, Росія і Японія, Нідерланди.

### Сигаретний папір
До паперу, щоб сигарета не гасилася, додають селітру.
В інших випадках швидкість горіння сигаретного паперу, регулюється шляхом застосування різноманітних форм мікрокристалічної целюлози в папері. Велику частину сигаретного паперу виготовляють з льону або льоноволокна. Трагакант використовують як клей при завертці сигар з листового тютюну.

### Тютюнова суміш
Для виготовлення сигарет використовують: тютюн-сировину ферментовану, тютюн-стрипс, тютюн відновлений, жилки тютюнові, і ін. Майже весь промисловий тютюн генетично модифікований. Так звані напіворієнтальські сорти тютюну, які вирощуються в Україні, не завжди підходять до рецептури сучасних тютюнових сумішей, особливо це стосується ліцензійних марок і сигарет типу Light, для виготовлення яких застосовується спеціальний тютюн American Blend. 93 % потреби України в тютюні становить імпорт. На відміну від Німеччини, Швейцарії та США, в Україні верхні дозволені межі вмісту токсичних сільськогосподарських хімікатів у сигаретах не контролюються.
Цінність тютюну залежить від вмісту нікотину та комплексу речовин, насамперед, білків та цукрів. При згорянні білкові речовини надають пекучості та відчуття гіркоти, а цукри пом'якшують смак. Аромат зумовлюють ефірні олії і смоли. Нікотин супроводжують інші, близькі йому алкалоїди: норнікотин, нікотиїн і ін., які містяться в тютюні в малій кількості. Цукри тютюну в основному є розчинними; придають диму кислу реакцію і не знижують якості готових тютюнових виробів. Аміак і білки утворюють лужність тютюнового диму і є причиною неприємного запаху тютюну. Смак диму тютюну тим кращий, чим менше він містить білків і більше цукрів. Органічні кислоти тютюну представлені оцтовою, мурашиною, яблучною, лимонною кислотами і ін. Особливу вагу мають леткі кислоти, які деякою мірою покращують ароматичність тютюнових виробів. Ефірні олії і особливо їх низькокиплячі фракції значно впливають на аромат тютюнового диму. В деяких тютюнів специфічний тонкий аромат залежить від кількості смоляного спирту — С6Н10О, в інших — він залежить від присутності смоляних фенолів. Аромат диму деяких тютюнів залежить від наявності глікозидів і т. д. Для куріння використовують висушене і спеціально оброблене (ферментоване) листя тютюну.
Сигарети і папіроси повинні бути наповнені рівномірно, чому заважають деякі частини тютюнового листка — жилки, дрібні волокна. Їх видаляють, а потім знову перетворюють в штучний листок — це і є відновлений тютюн. Спочатку таку сировину відправляють в екстрактори і гарячою парою вилучають леткі компоненти. Залишається майже чиста клітковина. Її промивають і формують лист у вигляді плівки. Без запаху і смаку. В складі екстрагованих речовин менше шкідливих компонентів, в першу чергу важких смол — вони частково видаляються в процесі екстракції. Концентратом просочують чисту тютюнову плівку, і відновлений тютюн готовий. Хоча відновлений тютюн менше шкідливий, проте при екстракції втрачається значна частина ароматичних смол. Тому його не використовують самостійно, а додають до сигаретного тютюну.

#### Добавки
У суміші подрібненого тютюну використовуються різні додатки — зволожувачі: пропіленгліколь або гліцерин, смакові продукти та підсилювачі: какао, локриця (екстракт локриці використовують при виготовленні тютюну вищих сортів), тютюнові екстракти та різні цукри.
Солі калію сприяють тлінню сигарети до чергової затяжки курця, а хлорні солі надають зворотню дію.
У квітні 1994 року Департаментом охорони здоров'я та соціальних служб США схвалено створений п'ятьма найбільшими американськими сигаретними компаніями Перелік з 599 додатків до сигарет.

#### Шкода здоров'ю
Згідно з міжнародними стандартами, радянські сигарети без фільтру були високосмолистими (20-38 мг смоли на сигарету) і належать до категорії найбільш шкідливих. Але і з фільтром радянські сигарети також відносяться до високосмолистих (15-33 мг смоли на сигарету). Вміст бензопірену в радянських сигаретах в середньому в 4 рази вищий ніж в сигаретах в США, миш'яка — в 10 разів більше, кадмію — в 5-10 разів більше, а вміст нітрозоамінів в сигаретах з фільтром більше ніж в американських сигаретах без фільтру. В основному згубну дію на людський організм має не нікотин, а продукти згорання тютюну — тютюновий дим. Смола (частина конденсату, з якої віднято вологу і нікотин) є етіологічним фактором злоякісних пухлин: раку легень, порожнини роту, гортані, глотки, стравоходу, сечового міхура, підшлункової залози, а також причиною серцево-судинних захворювань і багатьох інших, так як містить поліциклічний ароматичний вуглеводень бензпірен і дуже часто радіоактивний елемент полоній.

### Сигаретний фільтр
Сигарети без фільтрувального мундштука являють собою гільзову сорочку циліндричного або овального перерізу, повністю заповнену тютюном. Фільтр зазвичай являє собою пристосування з пористого матеріалу (паперу, вати, корку) прикладене до кінця сигари або сигарети, щоб абсорбувати вологу, смолу, нікотин і різні домішки. Фільтр також може являти собою спеціальний тримач, в який вставляють сигарету або сигару (мундштук). Сигарети з фільтрувальним мундштуком являють собою вкорочені сигарети з приєднаним до них суцільним мундштуком з паперових матеріалів або поздовжньо розташованих ацетатцелюлозних, віскозних, або їм подібних волокон. В 1954 році в марці «Віце Рой» порожня трубка була наповнена ацетатним волокном і з тих пір такий фільтр швидко став найбільш використовуваним фільтром в тютюновій промисловості.

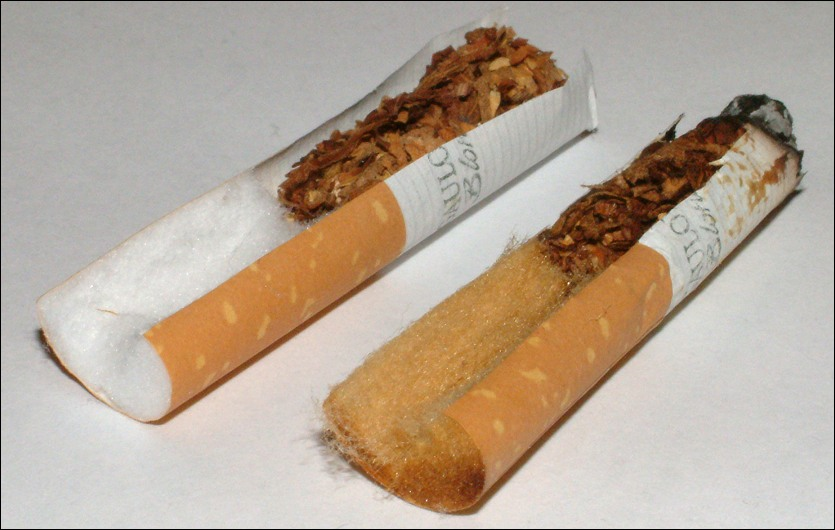
Розкритий сигаретний фільтр до і після куріння

Фільтрувальну властивість фільтрів можна підвищити змінюючи форму елементарних (ацетатних) волокон: чим більша поверхня фільтрації, тим краще. Більш простішим шляхом є збільшення довжини фільтра. Звичайна довжина фільтра складає 15-18 міліметрів. Найкращою є довжина 18 мм.
У деяких фільтрах ацетат целюлози може комбінуватись з активованим вугіллям. Вугілля дає непоганий результат, але сигарети з цим фільтром дорожчі, а деякі курці при такому очищенні тютюнового диму не отримують звичного задоволення.
У сигаретних фільтрах для розбавлення диму і для зниження концентрації шкідливих компонентів може застосовуватись додаткова подача повітря (лазерна перфорація).
В сигарет з рецес-фільтрами в приєднаних до них картонних циліндрах, в яких поміщено фільтрувальний мундштук, по довжині менший ніж циліндр, — на торці такої сигарети утворюється відкрита порожнина — повітряна камера.

## Сигарети в Україні

### Оподаткування
Ставки акцизних зборів на тютюн в 1996—1999 р.р. збільшувалися щороку. Доходи бюджету від акцизних зборів в 1996 році становили 54 млн гривень, а у 1999 році — 522 млн грн.
2000 року ставки зменшились. У 2004 році було прийнято нову змішану систему збору акцизу, коли окрім специфічної ставки у розмірі 11,5 грн. з однієї тисячі штук для сигарет з фільтром і 5,00 грн. з однієї тисячі для сигарет без фільтру, курцям довелося платити додатковий податок.
З вересня 2009 року специфічна ставка акцизу збільшилась більше чим у двічі — з 14 грн. до 30 грн. за 1000 штук, а на сигарети без фільтру — у два з половиною рази — з 5 до 12 грн. за 1000 штук. Адвалерна ставка акцизу збільшилась з 12,5 % до 16 % від вартості пачки для усіх типів сигарет.

### Ціни
| Роки | Обсяг виробництва, млрд шт. | Темп росту, % | Відхилення, + , — |
| ---- | --------------------------- | ------------- | ----------------- |
| 1990 | 69,4                        |               |                   |
| 1995 | 48,0                        | 69,2          | - 21,4            |
| 1996 | 44,9                        | 93,4          | - 3,1             |
| 1997 | 54,5                        | 121,4         | + 9,6             |
| 1998 | 59,3                        | 108,8         | + 4,8             |
| 1999 | 54,1                        | 91,4          | - 5,2             |
| 2000 | 58,8                        | 108,7         | + 4,7             |
| 2001 | 69,7                        | 118,5         | + 10,9            |
| 2002 | 81,1                        | 116,4         | + 11,4            |
| 2003 | 99,8                        | 123,1         | + 18,7            |
| 2004 | 109,0                       | 109,2         | + 9,2             |
| 2005 | 120,0                       | 110,1         | + 11,0            |
| 2006 | 120,4                       | 100,1         | + 0,4             |
| 2007 | 128,5                       | 106,8         | + 8,1             |
| 2008 | 129,8                       | 101,0         | + 1,3             |
| 2009 | 114,4                       | 88,1          | - 15,4            |
| 2010 | 101,9                       | 89,0          | - 12,6            |
| 2011 | 95,5                        |               | - 6,2             |
| 2012 | 93,9                        |               | - 1,7             |
| 2013 | 69,9                        |               | - 6,1             |
| 2014 | 67,1                        |               | - 2,5             |

У 2007 році українці витратили на сигарети приблизно 2 млрд доларів США.
Лише за період з 2008 по 2010 рр. в Україні середня ціна сигарет з фільтром зросла більш ніж в 3 рази. Частка тютюну в собівартості готової продукції становить 80-85 %.

### Споживання
У 1980-х роках виробництво сигарет було стабільним — щороку приблизно 80 мільярдів сигарет.
З 1991 до 1993 року виробництво тютюну унаслідок кризи зменшилось майже вдвічі, а потім почало збільшуватись і у 2001 році становило 69 мільярдів сигарет.
У тих-таки 1990-х роках на ринок України почали входити міжнародні тютюнові компанії створюючи спільні підприємства з українськими тютюновими фабриками. (наприклад, «Філіп Морріс Україна» — Харківська тютюнова фабрика, ПАТ «Джей Ті Інтернешнл Україна» — спочатку ЗАТ «Р.Дж. Рейнолдс Тобакко-Кременчук», а згодом — Кременчуцька ТФ спільно з Черкаською ТФ). У 2001 році частка спільних підприємств у виробництві склала 95 %. У 2006 році показник тютюнового ринку України становив 120,6 мільярдів штук сигарет, а у 2007 рік — 128,6 мільярдів штук, — відбувся зріст на 6,8 %.
Україна входила у двадцятку найбільших в світі національних ринків за об'ємом споживання тютюнових виробів і об'єм споживання постійно зростав станом на 2007 рік.
За даними Всесвітньої організації охорони здоров'я Україна перебуває на 17-му місці серед всіх країн за кількістю споживання тютюнових виробів, що становить 1,5 % їхнього світового виробництва. Якщо у світі на кожну людину доводиться в середньому 870 викурених тютюнових виробів у рік, то в Україні цей показник досягає 1500—1800 (або близько 4 — 5 сигарет у день), тобто майже в 2 рази більше ніж у середньому у світі.
Див. також: Антитютюнові компанії, Тютюновий скандал

### Поширені міжнародні марки
- Alliance
- Basic
- Benson & Hedges
- Bond — виробник в Україні ПрАТ «Філіп Морріс Україна» (входить до складу компанії «Філіп Морріс Інтернешнл»)
- Cambridge
- Camel
- Chesterfield — виробник в Україні ПрАТ «Філіп Морріс Україна»
- Davidoff
- Dunhill
- Gauloises
- Gitanes
- Glamour (сигарети)
- JPS
- Kent
- Kool
- L&M — виробник в Україні ПрАТ «Філіп Морріс Україна»
- Lark
- LD
- Lucky Strike — виробник в Україні «Бритіш Америкен Тобакко (Брендз) Інк.», США. А/т Тютюнова компанія «В.А.Т.-Прилуки»
- Magna — виробник в Україні ПАТ «Джей Ті Інтернешнл Україна»
- Marlboro
- Merit
- Mild Seven
- Monte Carlo — виробник в Україні ПАТ «Джей Ті Інтернешнл Україна»
- Pall Mall — виробник в Україні А/т Тютюнова компанія «В.А.Т.-Прилуки». Власник знаку для товарів і послуг «Бритіш Америкен Тобакко (Брендз) Інк.», США.
- Parliament
- Players
- President — виробник в Україні ПрАТ «Філіп Морріс Україна»
- Rothmans — виробник в Україні «Бритіш Америкен Тобакко (Брендз) Інк.», США. А/т Тютюнова компанія «В.А.Т.-Прилуки»
- Silk Cut
- Sobranie
- Viceroy
- Virginia Slims
- Vogue
- West — виробник в Україні ТОВ «Табак-Інвест» за ліцензією «Реемстма сигаретні фабрики ГмбХ», Німеччина
- Winston — виробник в Україні ПАТ «Джей Ті Інтернешнл Україна»

### Внутрішні українські виробники, марки й дизайни сигарет
| Марка                            | Місто | Виробник | Фото |
| -------------------------------- | --- | --- | ---- |
| Astra                            | Одеса Київ | Одеська тютюнова фабрика Українська тютюнова компанія |      |
| Bacio                            | Жовті Води | ТОВ «Юнайтед Табако» |      |
| Blossom & Decay                  | Донецьк | ДП «Тютюнова Компанія „Хамадей“» |      |
| Bridge                           | Полтава | ЗАТ «Булгартабак-Полтава» |      |
| Brut                             | Жовті Води | ТОВ «Юнайтед Табако» |      |
| BT                               | Полтава | ЗАТ «Булгартабак-Полтава» |      |
| Calambia                         | Донецьк | ДП «Тютюнова Компанія „Хамадей“» |      |
| Dandy                            | | ТОВ «Українське тютюнове виробництво» |      |
| DEF                              | | ТОВ «Маршалл Файнест Тобакко Юкрейн» |      |
| Doina                            | Львів | Львівська Тютюнова Фабрика |      |
| Europe                           | Донецьк | ДП «Тютюнова Компанія „Хамадей“» |      |
| F1                               | Феодосія | ТОВ «Феодосійська тютюнова фабрика» |      |
| Fantom                           | Донецьк | ДП «Тютюнова Компанія „Хамадей“» |      |
| Femina                           | Полтава | ЗАТ «Булгартабак-Полтава» |      |
| Frida                            | | ТОВ «Маршалл Файнест Тобакко Юкрейн» |      |
| Galitsky                         | Монастириська                                                                                                   | Тютюново-ферментаційний комбінат |      |
| Gold Dollar                      | Прилуки | А/Т тютюнова компанія B-A-T-Прилуки |      |
| Jin Ling                         | Винники Львів                                                                                                   | ТзОВ «Винниківська тютюнова фабрика» ТзОВ «МегаЄвроБуд» |      |
| JM                               | | ТОВ «Українське тютюнове виробництво» |      |
| LML                              | Донецьк | ДП «Тютюнова Компанія „Хамадей“» |      |
| LS                               | Львів | Львівська Тютюнова Фабрика |      |
| Lviv                             | Львів | Тютюнова фабоика м. Львів АТ Р.Дж. Рейнолдс Тобакко-Львів |      |
| Man                              | | ТОВ «Українське тютюнове виробництво» |      |
| MayPole                          | Кам'янець- Подільський                                                                                          | ВАТ «Кам'янець-Подільська тютюнова фабрика» |      |
| MM collection                    | Донецьк | ДП «Тютюнова Компанія „Хамадей“» |      |
| Morgan                           | | ТОВ «Маршалл Файнест Тобакко Юкрейн» |      |
| Mustang                          | | ТОВ «Українське тютюнове виробництво» |      |
| Nobel Leader                     | Донецьк | ДП «Тютюнова Компанія „Хамадей“» |      |
| North Star                       | Кременчук | Р.Дж. Р.-Кременчук |      |
| Opal                             | Полтава | ЗАТ «Булгартабак-Полтава» |      |
| Palms                            | Донецьк | ДП «Тютюнова Компанія „Хамадей“» |      |
| Paramont                         | Київ | Реемтсма-Україна |      |
| Paramount                        | Київ | Реемтсма-Україна |      |
| Passage                          | | ТОВ «Маршалл Файнест Тобакко Юкрейн» VK Tobacco FZE |      |
| Peppel                           | Донецьк | ДП «Тютюнова Компанія „Хамадей“» |      |
| Pilot                            | Донецьк | ДП «Тютюнова Компанія „Хамадей“» |      |
| Plaisir                          | | ТОВ «Українське тютюнове виробництво» |      |
| Profit                           | Київ | ВАТ «Українська тютюнова компанія» |      |
| Pull                             | Жовті Води | ТОВ «Юнайтед Табако» |      |
| Red Wins                         | | ТОВ «Оріон Тобакко» |      |
| Roshe                            | Львів | ТзОВ «МегаЄвроБуд» ПАТ «Джей Ті Інтернешнл Україна» |      |
| Sai Gon                          | Донецьк | ДП «Тютюнова Компанія „Хамадей“» |      |
| Smoke Club                       | | ТОВ «Українське тютюнове виробництво» |      |
| Sphinks                          | Київ | ВАТ «Українська тютюнова компанія» |      |
| Stamboli                         | Феодосія | ТОВ «Феодосійська тютюнова фабрика» |      |
| Strong & Brave                   | Донецьк | ДП «Тютюнова Компанія „Хамадей“» |      |
| Tito                             | | ТОВ «Маршалл Файнест Тобакко Юкрейн» |      |
| Tobago Classic                   | Дніпропетровськ                                                                                                 | Дана-Ас |      |
| TT                               | | ТОВ «Табако Дім» |      |
| Urta                             | Жовті Води | ТОВ «Юнайтед Табако» |      |
| UT                               | Жовті Води | ТОВ «Юнайтед Табако» |      |
| Vega                             | Полтава | ЗАТ «Булгартабак-Полтава» |      |
| VXR                              | Донецьк | ДП «Тютюнова Компанія „Хамадей“» |      |
| Wiarus                           | Полтава | ЗАТ «Булгартабак-Полтава» |      |
| Zapal                            | | ТОВ «Оріон Тобакко» |      |
| Аврора                           | Львів Прилуки                                                                                                   | Тютюнова фабрика м. Львів Тютюнова фабрика м. Прилуки |      |
| Аерофлот                         | Львів Прилуки Феодосія                                                                                          | Тютюнова фабрика м. Львів Тютюновий комбінат м. Прилуки Феодосійська тютюнова фабрика |      |
| Алые Паруса                      | Феодосія | Феодосійська Тютюнова Фабрика |      |
| Альфа                            | Дніпропетровськ                                                                                                 | ВАТ «Дніпропетровська Тютюнова Фабрика» |      |
| Ан                               | Київ | Київська Тютюнова Фабрика |      |
| Антракт                          | Львів | Тютюнова Фабрика м. Львів |      |
| Армейские                        | Феодосія | Тютюнова фабрика м. Феодосія |      |
| Армійські                        | Львів Прилуки Феодосія                                                                                          | Львівська тютюнова фабрика Тютюнова фабрика м. Прилуки Тютюнова фабрика м. Феодосія |      |
| Ароматичні                       | Черкаси | Черкаська Тютюнова фабрика |      |
| Ароматні                         | Львів Харків | Тютюнова фабрика м. Львів Тютюнова фабрика м. Харків |      |
| Арсенал                          | Кременчук Львів                                                                                                 | ЗАТ «Джей ті Інтернешнл Україна» Р.Дж. Рейнолдс Тобакко Ко. |      |
| Астра                            | Львів Кам'янець- Подільський Кременчук Прилуки Харків                                                           | Тютюнова фабрика м. Львів Кам'янець-Подільська тютюнова фабрика Кременчуцька тютюнова фабрика Прилуцька тютюнова фабрика АТ Філіп Морріс Україна |      |
| Аэрофлот                         | Прилуки | Тютюновий комбінат м. Прилуки |      |
| Байка                            | Черкаси | Тютюнова Фабрика м. Черкаси |      |
| БАМ                              | Дніпропетровськ Київ Прилуки                                                                                    | Дніпропетровська тютюнова фабрика Київська тютюнова фабрика Прилуцький тютюново-ферментаційний комбінат |      |
| Барс                             | Кременчук | АТ Р.Дж. Рейнолдс Тобакко |      |
| Березка                          | Харків | Тютюнова фабрика м. Харків |      |
| Беркут                           | Черкаси Київ | Черкаська тютюнова фабрика Реемтсма Україна |      |
| Біле Сонце                       | Донецьк | ДП «Тютюнова Компанія „Хамадей“» |      |
| Ватра                            | Дніпропетровськ Кам'янець- Подільcький Київ Кременчук Львів Монастириська Одеса Прилуки Феодосія Харків Черкаси | Дніпропетровська тютюнова фабрика Дана АС Кам'янець-Подільська тютюнова фабрика Київська тютюнова фабрика ВАТ «Українська тютюнова компанія» АТ «Реемтсма-Київ тютюнова фабрика» Реемтсма-Україна Кременчуцька тютюнова фабрика Львівська тютюнова фабрика АТ Р.Дж. Рейнолдс Тобакко Тютюново-ферментаційний комбінат м. Монастириська Одеська тютюнова фабрика Прилуцька тютюнова фабрика АТ БАТ Прилуки Феодосійська тютюнова фабрика АТ Харківська тютюнова фабрика АТ Філіп Морріс Україна Черкаська тютюнова фабрика АТ «Імперіал Тобакко Продакшн Україна» Колективне підприємство «Сконто» |      |
| Вахта                            | Дніпропетровськ                                                                                                 | Дана-Ас |      |
| Верховина                        | Київ Кременчук Львів Монастириське Мукачево                                                                     | Тютюнова фабрика м. Київ Українська тютюнова компанія Р.Дж. Рейнолдс Тобакко-Кременчук Тютюнова фабрика м. Львів Р.Дж. Рейнолдс Тобакко-Львів Монастириський тютюнова-ферментаційний комбінат Тютюнова фабрика м. Мукачево |      |
| Весняні                          | Черкаси | Тютюнова фабрика м. Черкаси |      |
| Високий Замок                    | Львів | Львівська Тютюнова Фабрика |      |
| Вітрило                          | Дніпропетровськ                                                                                                 | Дніпропетровська Тютюнова Фабрика |      |
| Вітряк                           | Київ | Тютюнова фабрика м. Київ |      |
| ВК (Высшее Качество)             | Дніпропетровськ Київ Львів Прилуки Феодосія Харків Черкаси                                                      | Дніпропетровська тютюнова фабрика Київська тютюнова фабрика Львівська тютюнова фабрика Прилуцький тютюновий комбінат Феодосійська тютюнова фабрика Державна тютюнова фабрика м. Харків Харківська тютюнова фабрика Тютюнова фабрика м. Черкаси |      |
| Вогник                           | Київ | Тютюнова Фабрика м. Київ |      |
| Восход                           | Харків | Харківська тютюнова Фабрика |      |
| ВС (Высший Сорт)                 | Кременчук | Кременчуцька тютюнова фабрика ЗАО «Р. Дж. Рейнолдс Тобакко-Кременчук» |      |
| Выставка «Сделано в Польше»      | Київ | Тютюнова Фабрика м. Київ |      |
| Галицькі                         | Монастириська                                                                                                   | Монастириський тютюново-ферментаційний комбінат |      |
| Гвардейские                      | Київ Львів Харків Черкаси                                                                                       | Тютюнова фабрика м. Київ Тютюнова фабрика м. Львів Тютюнова фабрика м. Харків Тютюнова фабрика м. Черкаси |      |
| Гетьман                          | Прилуки | А/Т Тютюнова Компанія B-A-T |      |
| Гопак                            | Дніпропетровськ                                                                                                 | Дана-Ас |      |
| Гуцульські                       | Львів | Тютюнова фабрика м. Львів |      |
| Давай, закурим…                  | Київ Прилуки Харків Черкаси                                                                                     | Тютюнова фабрика м. Київ Тютюнова фабрика м. Прилуки Тютюнова фабрика м. Харків Тютюнова фабрика м. Черкаси |      |
| ДБ (Дим Батьківщини)             | Дніпропетровськ                                                                                                 | Дана-Ас |      |
| Двадцятка                        | Донецьк | ДП «Тютюнова Компанія „Хамадей“» |      |
| Делегатські                      | Київ | Тютюнова фабрика м. Київ |      |
| Дельфин                          | Феодосія | Феодосійська тютюнова фабрика |      |
| Десна                            | Київ Прилуки | Тютюнова фабрика м. Київ Сигаретна фабрика м. Прилуки |      |
| Діана                            | Львів | Львівська тютюнова фабрика |      |
| Димок                            | Вишгород Прилуки                                                                                                | ТзОВ «Димок» Сигаретна фабрика м. Прилуки |      |
| Дипломат                         | Київ Харків | Тютюнова фабрика м. Київ Реемтсма-Україна Тютюнова фабрика м. Харків |      |
| Днепровские                      | Черкаси | Тютюнова фабрика м. Черкаси |      |
| Дніпро                           | Дніпропетровськ Київ                                                                                            | Тютюнова фабрика м. Дніпропетровськ Київська тютюнова фабрика |      |
| Дніпровські                      | Черкаси | Тютюнова Фабрика м. Черкаси |      |
| Дніпропетровськ                  | | |      |
| Дністер                          | Львів | Львівська Тютюнова Фабрика |      |
| Дністровські                     | Кам'янець- Подільський Монастириська                                                                            | Тютюнова фабрика м. Кам'янець-Подільський Монастириський тютюново-ферментаційний комбінат |      |
| Дойна                            | Кам'янець- Подільський                                                                                          | Кам'янець-Подільська тютюнова фабрика |      |
| Донбас                           | | Р. Дж. Рейнолдс Тобакко Ко. |      |
| Дорожні                          | Київ | Тютюнова фабрика м. Київ |      |
| Друг                             | Львів | Львівська Тютюнова Фабрика |      |
| Дружба                           | Харків | Тютюнова фабрика м. Харків |      |
| Дукат                            | | ЗАТ «Галлахер Україна» ЗАТ «Джей Ті Інтернешнл Україна» |      |
| Душистые                         | Львів | Львівська Тютюнова Фабрика |      |
| Евпатория                        | Феодосія | Тютюнова Фабрика м. Феодосія |      |
| Екатеринославские                | Дніпропетровськ                                                                                                 | Дана-Ас |      |
| Експрес                          | Дніпропетровськ Київ Прилуки Черкаси                                                                            | Дніпропетровська тютюнова фабрика Тютюнова фабрика м. Київ Реемтсма-Україна АТ «Реемтсма-Київ тютюнова фабрика» АТ «Імперіал Тобакко Продакшн Україна» Прилуцька тютюнова фабрика Прилуцький тютюновий комбінат Тютюнова компанія «ВАТ-Прилуки» Тютюнова фабрика м. Черкаси САТ «Реемтсма-Черкаси тютюнова фабрика» |      |
| Екстра-Фільтр                    | Київ Харків | Тютюнова Фабрика м. Київ Тютюнова Фабрика м. Харків |      |
| еней                             | Львів | Тютюнова фабрика Львів |      |
| Епсель Мопсель                   | Донецьк | Донецька Тютюнова Фабрика ДП «Тютюнова Компанія „Хамадей“» |      |
| Ё-Ма-Ё                           | Львів Феодосія                                                                                                  | Львівська Тютюнова Фабрика Феодосійська тютюнова фабрика |      |
| Жовтень                          | Львів | Тютюнова фабрика м. Львів |      |
| Жовтневі                         | Київ Львів | Тютюнова фабрика м. Київ Львівська тютюнова фабрика |      |
| З Новим роком!                   | Львів | Львівська тютюнова фабрика |      |
| Заводські                        | Київ | Тютюнова фабрика м. Київ |      |
| Запашні                          | Дніпропетровськ Київ Прилуки Феодосія                                                                           | Дана-АС Тютюнова фабрика м. Київ Прилуцький тютюновий комбінат Сигаретна фабрика м. Прилуки Феодосійська тютюнова фабрика |      |
| Збруч                            | Кам'янець- Подільський                                                                                          | Amix Лтд |      |
| Зірка                            | Феодосія Харків                                                                                                 | Тютюнова фабрика м. Феодосія Харківська Тютюнова Фабрика |      |
| Золота Липа                      | Монастириська                                                                                                   | Монастириське ВОТП |      |
| Золота Марка                     | | ТОВ «Оріон Тобакко» |      |
| Золоті Ворота                    | Київ | Київська Тютюнова Фабрика |      |
| Золотий Лев                      | Львів | ДП «Євротютюн» |      |
| Золотий лист                     | Кременчук | ЗАТ «Джей Ті Інтернешнл Україна» |      |
| Золотое Руно                     | Київ Львів Феодосія Харків Черкаси                                                                              | Тютюнова фабрика м. Київ Львівська тютюнова фабрика Феодосійська тютюнова фабрика Харківська тютюнова фабрика Черкаська тютюнова фабрика |      |
| Золотой Дюк                      | Одеса | Одеська тютюнова фабрика |      |
| Золотой Пляж                     | Феодосія | ВАТ «Феодосійська тютюнова фабрика» |      |
| Зоря                             | Кам'янець- Подільський Прилуки Харків Черкаси                                                                   | Тютюнова фабрика м. Кам'янець- Подільський Сигаретна фабрика м. Прилуки Харківська тютюнова фабрика Черкаська тютюнова фабрика |      |
| Зоряні                           | Кам'янець- Подільський Київ Кременчук Монастириське Черкаси                                                     | Тютюнова фабрика м. Кам'янець- Подільський Тютюнова фабрика м. Київ Тютюнова фабрика м. Кременчук Монастириське ВО Черкаська тютюнова фабрика |      |
| Канів                            | Черкаси | Тютюнова фабрика м. Черкаси |      |
| Капитан Сильвер                  | Дніпропетровськ                                                                                                 | ТОВ «Дана-Ас» |      |
| Карпати                          | Львів | Львівська тютюнова фабрика |      |
| Кафа                             | Феодосія | Феодосійська тютюнова фабрика |      |
| Каштан                           | Київ | Київська тютюнова фабрика |      |
| Киев-5                           | Київ | Тютюнова фабрика м. Київ |      |
| Киев-10                          | Київ | Тютюнова фабрика м. Київ |      |
| Київ                             | Винники Київ Львів                                                                                              | ТзОВ «Винниківська тютюнова фабрика» Тютюнова фабрика м. Київ Реемтсма Україна ТзОВ «Львівська тютюнова фабрика» |      |
| Київська Русь                    | Київ | Тютюнова фабрика м. Київ |      |
| Київський фільтр                 | Київ | Тютюнова фабрика м. Київ |      |
| Кино                             | Львів | Тютюнова фабрика м. Львів |      |
| Классика                         | Черкаси | Ліггетт-Дукат Україна Галлахер Україна ЗАТ «Джей Ті Інтернешнл Україна» |      |
| Кодак                            | Дніпропетровськ                                                                                                 | Дніпропетровська тютюнова фабрика |      |
| Козак                            | Прилуки | А/Т Тютюнова компанія «B.A.T.-Прилуки» |      |
| Козацькі                         | Київ | ВАТ «Українська тютюнова компанія» |      |
| Команdос                         | Дніпропетровськ                                                                                                 | ВАТ «Дніпропетровська тютюнова фабрика» |      |
| Командирские                     | Сімферополь | ВАТ «Кримтютюн» |      |
| Командирські                     | Сімферополь | ВАТ «Кримтютюн» |      |
| Комета                           | Дніпропетровськ Львів Феодосія Харків Черкаси                                                                   | Дніпропетровська тютюнова фабрика Львівська тютюнова фабрика Феодосійська тютюнова фабрика Тютюнова фабрика м. Харків Черкаська тютюнова фабрика |      |
| Космічні                         | Київ | Тютюнова фабрика м. Київ |      |
| Космос                           | Дніпропетровськ Київ Кременчук Львів Одеса Прилуки Харків Черкаси                                               | Дана-АС Київська тютюнова фабрика Реемтсма-Україна Кременчуцька тютюнова фабрика Р. Дж. Рейнолдс Тобакко Ко. Львівська тютюнова фабрика Одеська тютюнова фабрика Прилуцька тютюнова фабрика А/Т Тютюнова компанія В-А-Т Прилуки АТ Харківська тютюнова фабрика АТ Філіп Морріс Україна Черкаська тютюнова фабрика |      |
| Кременчук 425                    | Кременчук | АТ Р.Дж. Рейнолдс Тобакко-Кременчук |      |
| Кремінь                          | Кременчук | Кременчуцька тютюнова фабрика |      |
| Крим                             | Феодосія | Феодосійська тютюнова фабрика |      |
| Крим тютюн                       | Сімферополь | ВАТ «Кримтютюн» |      |
| Кримські                         | Феодосія | Феодосійська тютюнова фабрика |      |
| Крым                             | Феодосія | Феодосійська тютюнова фабрика |      |
| Крым табак                       | Сімферополь | ВАТ «Кримтютюн» |      |
| Крымские                         | Сімферополь | ВАТ «Кримтютюн» |      |
| КТ (Крым Табак)                  | Сімферополь | ВАТ «Кримтютюн» |      |
| Кубкові                          | Київ | Тютюнова фабрика м. Київ |      |
| Кур'єр                           | Дніпропетровськ Київ Черкаси                                                                                    | Тютюнова фабрика м. Дніпропетровськ Тютюнова фабрика м. Київ Тютюнова фабрика м. Черкаси |      |
| КФ (Комбінований Фільтр)         | Прилуки Харків Черкаси                                                                                          | Прилуцька тютюнова фабрика Харківська тютюнова фабрика Черкаська тютюнова фабрика |      |
| Лайка                            | Одеса Прилуки Феодосія Черкаси                                                                                  | Одеська тютюнова фабрика Сигаретна фабрика м. Прилуки Феодосійська тютюнова фабрика Тютюнова фабрика м. Черкаси |      |
| Лань                             | Дніпропетровськ Київ Львів Одеса Прилуки Феодосія Харків                                                        | Тютюнова фабрика м. Дніпропетровськ Тютюнова фабрика м. Київ Львівська тютюнова фабрика Одеська тютюнова фабрика Сигаретна фабрика м. Прилуки Тютюнова фабрика м. Феодосія Харківська тютюнова фабрика |      |
| Лема                             | Київ | Колективне підприємство «Сконто» |      |
| Лівадія                          | Феодосія | Феодосійська тютюнова фабрика |      |
| Лира                             | Дніпропетровськ Київ Кременчук Львів Прилуки Харків Черкаси                                                     | Дніпропетровська тютюнова фабрика Київська тютюнова фабрика Кременчуцька тютюнова фабрика Львівська тютюнова фабрика Прилуцький тютюновий комбінат Харківська тютюнова фабрика Черкаська тютюнова фабрика |      |
| Луч                              | Черкаси | Черкаська тютюнова фабрика |      |
| Львів                            | Львів | Львівська тютюнова фабрика Р.Дж. Дейнолдс Тобакко Ко. |      |
| Любительські                     | Прилуки | Сигаретна фабрика м. Прилуки |      |
| Майстер                          | Київ Черкаси | Реемтсма-Україна Черкаська тютюнова фабрика Реемтсма-Черкаси тютюнова фабрика |      |
| Марочні                          | Черкаси | Черкаська тютюнова фабрика |      |
| Махорочні                        | Прилуки Черкаси                                                                                                 | Сигаретна фабрика м. Прилуки Черкаська тютюнова фабрика |      |
| Махорочные                       | Черкаси | Nютюнова фабрика м. Черкаси |      |
| Медові                           | Черкаси | Тютюнова фабрика м. Черкаси |      |
| Менеджер                         | Київ | Тютюнова фабрика м. Київ |      |
| Ментолові                        | Харків | Тютюнова фабрика м. Харків |      |
| Меридіан                         | Львів Прилуки Черкаси                                                                                           | Тютюнова фабрика м. Львів Прилуцька сигаретна фабрика Прилуцький тютюновий комбінат Черкаська тютюнова фабрика |      |
| Меридиан                         | Феодосія | Феодосійська тютюнова фабрика |      |
| Металургія                       | Дніпропетровськ                                                                                                 | Тютюнова фабрика м. Дніпропетровськ |      |
| Метеор                           | Прилуки | Сигаретна фабрика м. Прилуки |      |
| Метро                            | Харків | Харківська тютюнова фабрика |      |
| Метрополь                        | Дніпропетровськ                                                                                                 | ВАТ «Дніпропетровська тютюнова фабрика» |      |
| Мир                              | Львів Феодосія                                                                                                  | Львівська тютюнова фабрика Феодосійська тютюнова фабрика |      |
| Мираж                            | Київ Харків | Київська тютюнова фабрика Харківська тютюнова фабрика |      |
| Млин                             | Київ | Тютюнова фабрика м. Київ |      |
| Москва                           | Київ | Київська тютюнова фабрика |      |
| Мужик                            | Дніпропетровськ                                                                                                 | Дана-АС |      |
| Мукачівські                      | Мукачево | Мукачівська тютюнова фабрика |      |
| Нафтовик                         | Прилуки | Сигаретна фабрика м. Прилуки |      |
| Наша Марка                       | Дніпропетровськ Донецьк Київ                                                                                    | Тютюнова фабрика м. Дніпропетровськ Донецька тютюнова фабрика Фірма «Хамадей» ДП «Тютюнова компанія „Хамадей“» Тютюнова фабрика м. Київ |      |
| Нові                             | Київ | Київська тютюнова фабрика |      |
| Новина                           | Черкаси | Тютюнова фабрика м. Черкаси |      |
| Новинка                          | Дніпропетровськ Київ Черкаси                                                                                    | Тютюнова фабрика м. Дніпропетровськ Тютюнова фабрика м. Київ Тютюнова фабрика м. Черкаси |      |
| Новогодние                       | Київ Феодосія                                                                                                   | Київська тютюнова фабрика Феодосійська тютюнова фабрика |      |
| Новорічні                        | Київ Львів Феодосія Черкаси                                                                                     | Тютюнова фабрика м. Київ Тютюнова фабрика м. Львів Феодосійська тютюнова фабрика Тютюнова фабрика м. Черкаси |      |
| Новость                          | Дніпропетровськ Київ Львів Феодосія Черкаси                                                                     | Тютюнова фабрика м. Дніпропетровськ ВАТ «Українська тютюнова компанія» Львівська тютюнова фабрика ВАТ Феодосійська тютюнова фабрика Тютюнова фабрика м. Черкаси |      |
| Олень                            | Львів | Тютюнова Фабрика м. Львів |      |
| Ореанда                          | Феодосія | Феодосійська Тютюнова Фабрика |      |
| ОринокО                          | Феодосія | 2-га Держ. Тютюнова Фабрика ім. Комінтерна |      |
| Отаман                           | Прилуки | А/Т Тютюнова Компанія B.A.T-Прилуки |      |
| Памір                            | Дніпропетровськ                                                                                                 | Дана-Ас |      |
| Памир                            | Дніпропетровськ                                                                                                 | Дана-Ас |      |
| Партнер                          | Черкаси | Черкаська Тютюнова Фабрика |      |
| Першотравневі                    | різні міста | різні тютюнові фабрики |      |
| Петрос                           | Монастириська                                                                                                   | Монастириське ВОТП |      |
| Поділ                            | Київ | Тютюнова Фабрика м. Київ |      |
| Подільські                       | Кам'янець- Подільський                                                                                          | Кам'янець-Подільська Тютюнова Фабрика |      |
| Покер                            | Черкаси | Черкаська Тютюнова Фабрика |      |
| Поліські                         | Ст. Вижівка | ТзОВ ВКФ «Полісся» |      |
| Полонина                         | Монастирська | Тютюново-Ферментаційний Комбінат |      |
| Праздничные                      | Київ | Тютюнова Фабрика м. Київ |      |
| Прем'єрА                         | Донецьк | Хамадей |      |
| Приам                            | Сімферополь Київ                                                                                                | ВАТ «Кримтютюн»<BR/ЗАТ «Тютюн Пром» |      |
| Прибой                           | Дніпропетровськ                                                                                                 | Тютюнова Фабрика м. Дніпропетровськ |      |
| Приват                           | Київ | ЗАТ «Тютюн Пром» |      |
| Придніпров'я                     | Дніпропетровськ                                                                                                 | Дніпропетровська Тютюнова Фабрика |      |
| Прилуки                          | Прилуки | Тютюнова Компанія B-A-T Прилуки |      |
| Прилукские                       | Прилуки | А/Т Тютюнова Компанія «B.A.T.-Прилуки» |      |
| Прилуцькі                        | Прилуки | А/Т Тютюнова Компанія «B.A.T.-Прилуки» |      |
| Приман                           | Київ | ТзОВ «Димок» |      |
| Ретро                            | Одеса | Одеська Тютюнова Фабрика |      |
| Сальве                           | Одеса | Одеська Тютюнова Фабрика |      |
| Самосад                          | Дніпропетровськ                                                                                                 | Дана-Ас |      |
| Свисток                          | Київ | ТзОВ «Димок» |      |
| Святкові                         | різні міста | різні тютюнові фабрики |      |
| Севастопольские                  | Феодосія | Тютюнова Фабрика г. Феодосія |      |
| СК                               | Харків | Харківська Тютюнова Фабрика |      |
| Скіф                             | Прилуки | В.А.Т. |      |
| Славутич                         | Київ | Тютюнова Фабрика м. Київ |      |
| Слов'янські                      | Монастириська                                                                                                   | Монастириське ВОТП |      |
| Смотрич                          | Кам'янець- Подільський                                                                                          | Кам'янець-Подільська Тютюнова Фабрика |      |
| Стара Фортеця                    | Кам'янець- Подільський                                                                                          | ВАТ «Кам'янець-Подільська тютюнова фабрика» |      |
| Супутник                         | Київ | Тютюнова Фабрика м. Київ |      |
| Сфінкс                           | Київ | ВАТ «Українська Тютюнова Компанія» КП «Сконто» |      |
| Сюрпризні                        | Феодосія | Феодосійська Тютюнова Фабрика |      |
| Талісман                         | Харків | Харківська Тютюнова Фабрика |      |
| Тарас                            | Черкаси | Тютюнова Фабрика м. Черкаси |      |
| Тарас Бульба                     | Львів | АТ Львівська Тютюнова Фабрика |      |
| Товтри                           | Кам'янець- Подільський                                                                                          | «Amix» Ltd. |      |
| Трембіта                         | різні міста | різні тютюнові фабрики |      |
| Три Королі                       | Черкаси | ЗАТ «Ліггетт-Дукат Україна» |      |
| Три Толстяка                     | Дніпропетровськ                                                                                                 | ТОВ «Дана-Ас» |      |
| Троїцькі                         | Дніпропетровськ                                                                                                 | ТОВ «Дана-Ас» |      |
| ТроицкиЕ                         | Дніпропетровськ                                                                                                 | ТОВ «Дана-Ас» |      |
| Трубка Мира                      | Сімферополь | ВАТ «Кримтютюн» |      |
| Туристські                       | Київ | Тютюнова фабрика Київ |      |
| Україна                          | Дніпропетровськ                                                                                                 | Тютюнова Фабрика м. Дніпропетровськ |      |
| Українські                       | різні міста | різні тютюнові фабрики |      |
| Феодосія                         | Феодосія | Феодосійська Тютюнова Фабрика |      |
| Феодосійські                     | Феодосія | Феодосійська Тютюнова Фабрика |      |
| Фірмові                          | Київ | Тютюнова Фабрика Київ |      |
| Фортеця                          | Прилуки | Тютюнова Компанія «В. А. Т.-Прилуки» |      |
| Харків                           | Харків | Харківська тютюнова фабрика |      |
| Харківські                       | Харків | Харківська тютюнова фабрика |      |
| Харьков                          | Харків | Харківська тютюнова фабрика |      |
| Хортиця                          | Донецьк | ДП «Тютюнова Компанія „Хамадей“» |      |
| Хрещатик                         | Київ | Тютюнова фабрика м. Київ |      |
| Черкаси                          | Черкаси | Тютюнова фабрика м. Черкаси |      |
| Черкаські                        | Черкаси | Тютюнова фабрика м. Черкаси |      |
| Черноморские                     | Феодосія | Феодосійська тютюнова фабрика ВАТ «Феодосійська тютюнова фабрика» |      |
| Чорноморські                     | Феодосія | Феодосійська тютюнова фабрика ВАТ «Феодосійська тютюнова фабрика» |      |
| ЧТФ (Черкаська Тютюнова Фабрика) | Черкаси | Черкаська тютюнова фабрика |      |
| Юбилейные                        | Київ | Київська тютюнова фабрика |      |
| Ювілейні                         | Київ Кременчук Феодосія Черкаси                                                                                 | Тютюнова фабрика м. Київ Кременчуцька тютюнова фабрика Тютюново-махоркова фабрика м. Кременчук Феодосійська тютюнова фабрика Тютюнова фабрика м. Черкаси |      |
| 1 Травня                         | Львів | Львівська тютюнова фабрика |      |
| 2222                             | Донецьк | ДП «Тютюнова Компанія „Хамадей“» |      |
| 5 клас                           | Київ | ВАТ «Українська Тютюнова Компанія» |      |

## Електронна сигарета
Електронні сигарети можуть бути альтернативними засобами доставки нікотину у курців, і, хоча нагадують сигарети, але виробляють пар, а не дим.